# Porcușorul lui Antipa
Porcușorul lui Antipa sau porconul de deltă (Romanogobio antipai) este un pește dulcicol bentopelagic din familia ciprinidelor, cu un areal restrâns la Dunăre, considerat în prezent dispărut.
A fost descoperit și descris de ihtiologul român Petre Mihai Bănărescu în 1953 . Specia a fost înregistrată ultima dată în natură prin anii 1960.

## Etimologia
Numele genului Romanogobio vine din latina, romano = român, România + gobius = porcușor, adică "porcușori din România". Numele speciei antipai este dată în cinstea biologului român Grigore Antipa (1867-1944).

## Denumiri populare
Porcușorul lui Antipa, porcușor de Dunăre, porconul de deltă.

## Distribuția geografică
Arealul era restrâns la cursul inferior al Dunării (sectorul cuprins între confluența fluviului cu râul Argeș și până la vărsarea în Marea Neagră) inclusiv cele trei brațe ale deltei Dunării și zonele de vărsare ale unor afluenți: Argeș, Ialomița, Milcov, Siret și Prut . Specia era întâlnită în următoarele țări: România, Republica Moldova, Ucraina.